# W. Richard Hildreth
W. Richard Hildreth (1940) es un botánico estadounidense, profesor de botánica, en la Universidad de California. Fue fundador y luego director del Arboretum del Estado de Utah; y luego el primer director del Red Butte Garden y Arboretum.

## Reconocimientos
- Marzo de 2005, la Utah Native Plant Society lo reconoció con un galardón